# Pteroceras leopardinum
Pteroceras leopardinum là một loài thực vật có hoa trong họ Lan. Loài này được (E.C.Parish & Rchb.f.) Seidenf. & Smitinand miêu tả khoa học đầu tiên năm 1963.